# Jombang Wetan
Jombang Wetan is een plaats (wijk) - (kelurahan) in het bestuurlijke gebied Jombang in het regentschap Cilegon van de provincie Banten, Indonesië. Jombang Wetan telt 18.424 inwoners (volkstelling 2010).